# Unterlegscheibe

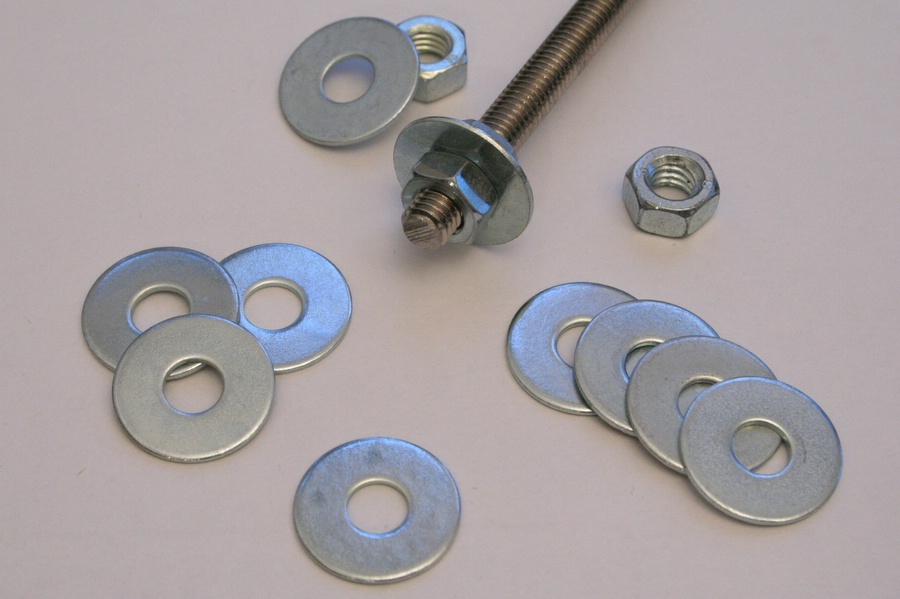
Genormte Unterlegscheiben, Außendurchmesser etwa das Dreifache des Gewindedurchmessers

Unterlegscheiben, Unterlagsscheiben oder Beilagscheiben sind ringförmige, über den Schaft einer Schraube stülpbare und meistens aus Metall bestehende Scheiben. „Beigelegt“ zwischen Schraubenkopf und dem mit der Schraube zu befestigenden Teil, dient sie dazu, die von der Unterseite des Schraubenkopfes ausgehende Kraft auf eine größere Fläche dieses Teils zu übertragen, dessen Werkstoff meistens weniger fest als der der Schraube ist. Bei durchgehenden Metallschrauben wird auch unter der Mutter eine Unterlegscheibe angebracht. Unterlegscheiben gibt es mit verschieden großem Außendurchmesser und in unterschiedlicher Dicke. Bei Schrauben mit größerem und rundem Kopf kann eine Unterlegscheibe entfallen.
Wegen ihres größeren Durchmessers bleibt die Unterlegscheibe beim Anziehen der Schraube oder der Mutter auf dem zu befestigenden Teil liegen. Das Gleiten findet zwischen ihr und dem Schraubenkopf bzw. der Mutter statt, und die Oberfläche des Teils kann nicht durch Reiben verletzt werden.
Die Unterlegscheibe ist eines von vielen Bauteilen in der Verbindungstechnik und gehört zu den in fast allen Eigenschaften genormten Maschinenelementen.
Die gleichen genormten Unterlegscheiben können auch bei nicht fest angezogenen Schrauben benutzt werden, die als Achsen für einfache Drehgelenke dienen. Sie sind zwar nicht axial belastet, garantieren aber ein besseres Anliegen als z. B. die kantige Unterseite eines Sechskantschraubenkopfs. In einfachen Fällen wird auf eine Mutter verzichtet oder die Schraube durch einen Stift ersetzt, wobei die Scheiben durch Splinte o. ä. am Wegrutschen gehindert werden.

## Funktion
Bei weichen Werkstoffen (z. B. Holz) haben Unterlegscheiben die Aufgabe, das mögliche Ausreißen der Oberfläche des weichen Werkstoffes beim Anziehen zu verhindern. Weist eine im Durchmesser gegenüber dem Kopfkreis größere Scheibe selbst ausreichende Biegefestigkeit auf, so kann die Flächenpressung gemindert werden.
Zusammenfassend vermindern Scheiben das Einsinken oder Eingraben des Schraubenkopfes in das weiche Material.

## Abmessungen
- Unterlegscheiben für Metallverbindungen haben – abgesehen von kleinen Scheiben – einen Außendurchmesser von etwa 1,8- bis 2-fachem Bohrungsdurchmesser.
- Bei Unterlegscheiben für Holzverbindungen (DIN 440, ISO 7093) stehen die Außen- und Bohrungsdurchmesser im Verhältnis von etwa 3:1.

## Ausführungen

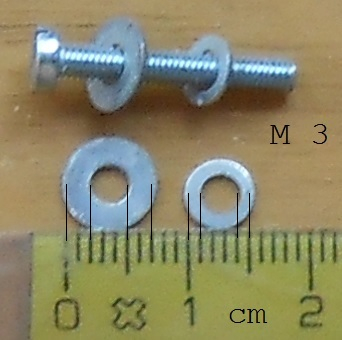
Große M3-Unterlegscheibe und verkleinerte Ausführung nach ISO 7092 (früher DIN 433)

- Vorzugsweise für Sechskantschrauben und -muttern
  - Scheiben, Ausführung mittel
    - nach ISO 7089 ohne Fase (früher DIN 125-A)
    - nach ISO 7090 mit Fase (DIN 125-B) (Maschinenbau-Standard)

  - Scheiben, Ausführung grob nach ISO 7091 (früher DIN 126)
- Scheiben, Außendurchmesser etwa 2-mal Lochdurchmesser, nach ISO 7092 (früher DIN 433)
- Scheiben, Außendurchmesser etwa 3-mal Lochdurchmesser, nach ISO 7093 (DIN 9021)
- Scheiben für Stahlkonstruktionen
  - nach DIN 7989-1 (Produktklasse C)
  - nach DIN 7989-2 (Produktklasse A)
- Vierkantscheiben für U- und I-Träger (Profilstahl)
  - nach DIN 434 (Neigung 8 %)
  - nach DIN 435 (Neigung 14 %)
- Vierkantscheiben für Holzverbindungen nach DIN 436
- Scheiben für Holzverbindungen nach DIN 440 mit Rund- (R) oder Vierkantinnenloch (V)

## Sonderformen

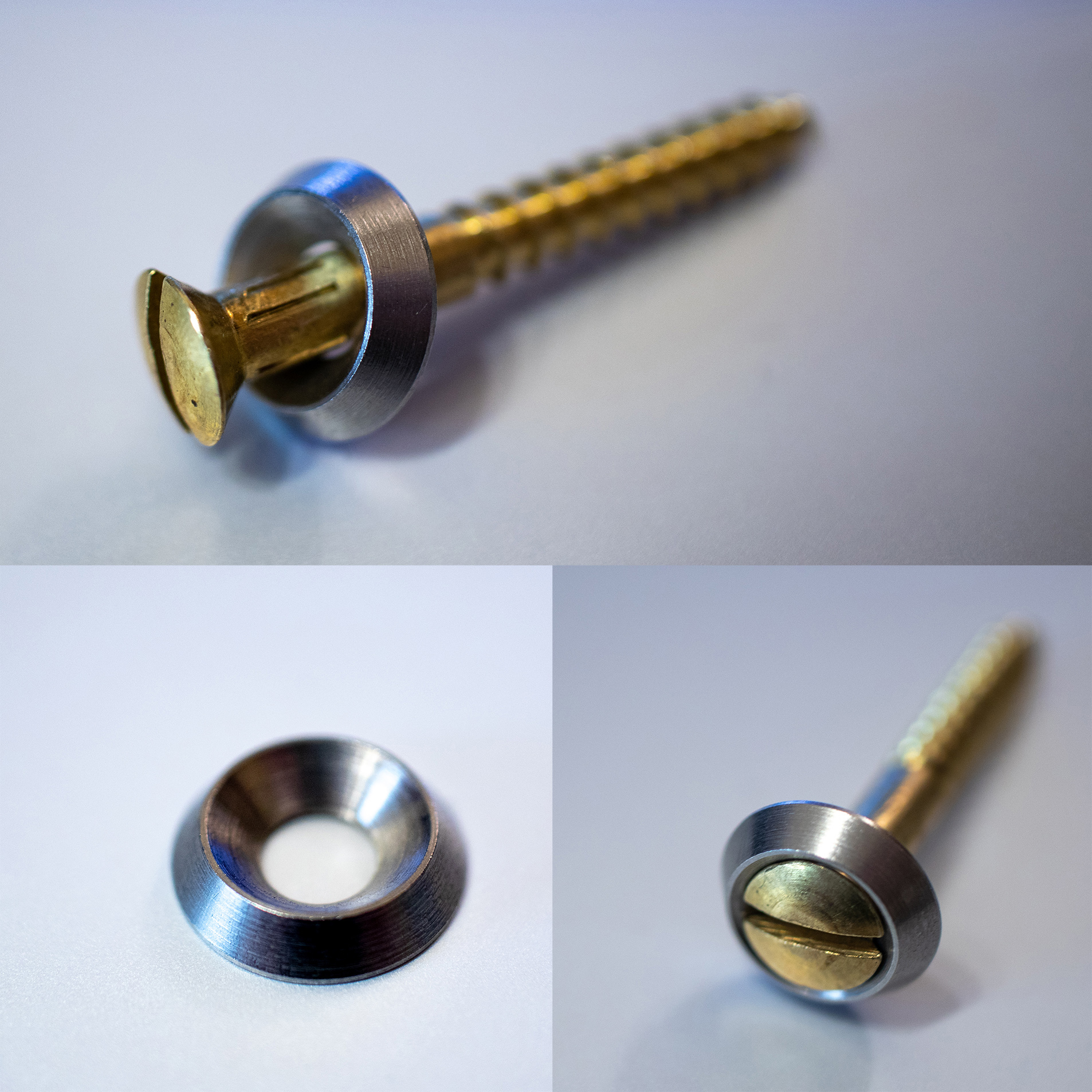
Senkkopfschraube mit Rosette

Außerdem existieren Werknormen und Sonderbauformen für Unterlegscheiben:
- Karosserie- bzw. Kotflügelscheibe (früher DIN 9022): extra breite Scheibe für Montagen an (dünnen) Blechen.
- Fitschenring: Unterlegscheibe, die dem Durchmesser des Dorns und dem Außendurchmesser von Türbändern („Türscharnieren“) angepasst ist.
- Passscheiben sind in verschiedenen Dicken erhältlich und dienen zum Einstellen eines bestimmten Abstands, z. B. das Axialspiel bei Motorwellen.
- Kugelscheiben (DIN 6319-C) ermöglichen in Verbindung mit Kegelpfannen (DIN 6319-D) eine Verkippung, wobei zwischen den Bauteilen ein Linienkontakt erhalten bleibt.
- Sicherungsblech: sichert Mutter.
- Konische Unterlegscheiben (Rosetten oder Senkscheiben genannt) unter Senkkopfschrauben ergeben eine ästhetisch ansprechende, aber aufwändige Schraubenkopfform.

## Federscheiben
Federscheiben zählen nicht zu den Unterlegscheiben, da ihre Funktion mehr der Schraubensicherung dient. Siehe auch: Fächerscheibe, Zahnscheibe, Schnorrscheibe, Federring.
Grundsätzlich brauchen zweckmäßig konzipierte Schraubverbindungen keine Federscheiben. Gängige Methode ist das Einhalten der Mindestklemmlänge, welche durch Rohrstücke oder Distanzbuchsen statt Scheiben zweckmäßig angehoben werden kann.